# Gare d'Ueda
La gare d'Ueda (上田駅, Ueda-eki) est une gare ferroviaire de la ville d'Ueda, dans la préfecture de Nagano au Japon. Elle est exploitée conjointement par la JR East et les compagnies privées Shinano Railway et Ueda Kotsu.

## Situation ferroviaire
Gare d'échange, la gare d'Ueda est située au point kilométrique (PK) 82,2 de la ligne Shinkansen Hokuriku et au PK 40,0 de la ligne Shinano Railway. Elle marque le début de la ligne Bessho.

## Histoire
La gare d'Ueda a été inaugurée le 15 août 1888.

## Service des voyageurs

### Accueil
La gare dispose d'un bâtiment voyageurs, avec guichets, ouvert tous les jours.

### Desserte

#### JR East
- Ligne Shinkansen Hokuriku :
  - voie 1 : direction Takasaki et Tokyo
  - voie 2 : direction Nagano, Toyama, Kanazawa et Tsuruga

#### Shinano Railway
- Ligne Shinano Railway :
  - voie 1 : direction Komoro et Karuizawa
  - voies 2 et 3 : direction Togura, Shinonoi et Nagano

#### Ueda Kotsu
- Ligne Bessho :
  - direction Bessho-Onsen

### Intermodalité

#### Chikuma Bus
- Pour la gare de Matsumoto
- Pour la gare de Tachikawa
- Pour la gare de Shinjuku
- Pour la gare d'Osaka via la gare de Kyoto

#### Ueda Bus
- Pour Kusatsu Onsen
- Pour Sugadaira Kogen